# 101 Reykjavík (regény)
A 101 Reykjavík című izlandi regényt Hallgrímur Helgason írta, 1996-ban jelent meg. A könyv magyar fordítását Egyed Veronika készítette. A könyvből 2000-ben azonos címmel filmadaptáció is készült. 1999-ben Az Északi Tanács Irodalmi Díjára jelölték.

## Magyarul
- 101 Reykjavík; ford. Egyed Veronika, versford. Dunajcsik Mátyás; Scolar, Bp., 2015